# Lista över fornlämningar i Borgholms kommun (Alböke)
Lista över fornlämningar i Borgholms kommun (Alböke) är en förteckning av ett urval av de fornlämningar som finns i Alböke i Borgholms kommun.
| Namn                        | Lämningstyp                      | Tillkomsttid | Historisk indelning | Plats | Läge                 | ID-nr          | Bild                                      |
| --------------------------- | -------------------------------- | ------------ | ------------------- | ----- | -------------------- | -------------- | ----------------------------------------- |
| Alböke 1:1                  | Gravfält                         |              | Alböke, Öland       |       | 56.938568, 16.757538 | 10078300010001 | Ladda upp en bild av detta fornminne      |
| Alböke 2:1                  | Stensättning                     |              | Alböke, Öland       |       | 56.943008, 16.747836 | 10078300020001 | Ladda upp en bild av detta fornminne      |
| Alböke 4:1                  | Gravfält                         |              | Alböke, Öland       |       | 56.944288, 16.757367 | 10078300040001 | Ladda upp en bild av detta fornminne      |
| Trirör (Alböke 5:1)         | Gravfält                         |              | Alböke, Öland       |       | 56.951028, 16.759393 | 10078300050001 | Ladda upp en bild av detta fornminne      |
| Alböke 6:1                  | Stensättning                     |              | Alböke, Öland       |       | 56.954920, 16.761638 | 10078300060001 | Ladda upp en bild av detta fornminne      |
| Alböke 6:2                  | Stensättning                     |              | Alböke, Öland       |       | 56.955087, 16.761768 | 10078300060002 | Ladda upp en bild av detta fornminne      |
| Alböke 6:3                  | Stensättning                     |              | Alböke, Öland       |       | 56.955248, 16.761934 | 10078300060003 | Ladda upp en bild av detta fornminne      |
| Alböke 6:4                  | Stensättning                     |              | Alböke, Öland       |       | 56.954949, 16.761275 | 10078300060004 | Ladda upp en bild av detta fornminne      |
| Alböke 7:1                  | Stensättning                     |              | Alböke, Öland       |       | 56.955662, 16.761909 | 10078300070001 | Ladda upp en bild av detta fornminne      |
| Alböke 8:1                  | Stensättning                     |              | Alböke, Öland       |       | 56.933714, 16.778236 | 10078300080001 | Ladda upp en bild av detta fornminne      |
| Alböke 9:1                  | Stensättning                     |              | Alböke, Öland       |       | 56.917272, 16.776647 | 10078300090001 | Ladda upp en bild av detta fornminne      |
| Alböke 9:2                  | Stensättning                     |              | Alböke, Öland       |       | 56.917313, 16.777143 | 10078300090002 | Ladda upp en bild av detta fornminne      |
| Alböke 15:1                 | Husgrund, förhistorisk/medeltida |              | Alböke, Öland       |       | 56.956254, 16.828449 | 10078300150001 | Ladda upp en bild av detta fornminne      |
| Alböke 15:2                 | Husgrund, förhistorisk/medeltida |              | Alböke, Öland       |       | 56.956313, 16.828823 | 10078300150002 | Ladda upp en bild av detta fornminne      |
| Alböke 15:3                 | Husgrund, förhistorisk/medeltida |              | Alböke, Öland       |       | 56.956627, 16.829151 | 10078300150003 | Ladda upp en bild av detta fornminne      |
| Alböke 17:1                 | Husgrund, förhistorisk/medeltida |              | Alböke, Öland       |       | 56.962998, 16.876281 | 10078300170001 | Ladda upp en bild av detta fornminne      |
| Alböke 17:2                 | Husgrund, förhistorisk/medeltida |              | Alböke, Öland       |       | 56.963215, 16.876310 | 10078300170002 | Ladda upp en bild av detta fornminne      |
| Alböke 17:3                 | Husgrund, förhistorisk/medeltida |              | Alböke, Öland       |       | 56.963155, 16.876670 | 10078300170003 | Ladda upp en bild av detta fornminne      |
| Alböke 18:1                 | Stensättning                     |              | Alböke, Öland       |       | 56.965541, 16.876600 | 10078300180001 | Ladda upp en bild av detta fornminne      |
| Alböke 20:1                 | Husgrund, förhistorisk/medeltida |              | Alböke, Öland       |       | 56.963670, 16.873451 | 10078300200001 | Ladda upp en bild av detta fornminne      |
| Alböke 20:2                 | Husgrund, förhistorisk/medeltida |              | Alböke, Öland       |       | 56.963775, 16.873358 | 10078300200002 | Ladda upp en bild av detta fornminne      |
| Alböke 22:1                 | Gravfält                         |              | Alböke, Öland       |       | 56.975692, 16.809302 | 10078300220001 | Ladda upp en bild av detta fornminne      |
| Alböke 24:1                 | Gravfält                         |              | Alböke, Öland       |       | 56.959019, 16.765221 | 10078300240001 | Ladda upp en bild av detta fornminne      |
| Alböke 25:1                 | Stenkrets                        |              | Alböke, Öland       |       | 56.958679, 16.766665 | 10078300250001 | Ladda upp en bild av detta fornminne      |
| Alböke 25:2                 | Stensättning                     |              | Alböke, Öland       |       | 56.958457, 16.766431 | 10078300250002 | Ladda upp en bild av detta fornminne      |
| Alböke 27:1                 | Gravfält                         |              | Alböke, Öland       |       | 56.963222, 16.767790 | 10078300270001 | Ladda upp en bild av detta fornminne      |
| Alböke 29:1                 | Stensättning                     |              | Alböke, Öland       |       | 56.965780, 16.769402 | 10078300290001 | Ladda upp en bild av detta fornminne      |
| Alböke 29:2                 | Stensättning                     |              | Alböke, Öland       |       | 56.965563, 16.769185 | 10078300290002 | Ladda upp en bild av detta fornminne      |
| Alböke 30:1                 | Gravfält                         |              | Alböke, Öland       |       | 56.966911, 16.770698 | 10078300300001 | Ladda upp en bild av detta fornminne      |
| Alböke 32:1                 | Stenkrets                        |              | Alböke, Öland       |       | 56.968021, 16.770884 | 10078300320001 | Ladda upp en bild av detta fornminne      |
| Alböke 32:2                 | Stensättning                     |              | Alböke, Öland       |       | 56.967787, 16.770588 | 10078300320002 | Ladda upp en bild av detta fornminne      |
| Alböke 32:3                 | Stensättning                     |              | Alböke, Öland       |       | 56.967710, 16.770454 | 10078300320003 | Ladda upp en bild av detta fornminne      |
| Alböke 33:1                 | Stensättning                     |              | Alböke, Öland       |       | 56.968693, 16.770986 | 10078300330001 | Ladda upp en bild av detta fornminne      |
| Alböke 34:1                 | Stensättning                     |              | Alböke, Öland       |       | 56.974841, 16.772389 | 10078300340001 | Ladda upp en bild av detta fornminne      |
| Kolrör (Alböke 35:1)        | Gravfält                         |              | Alböke, Öland       |       | 56.977272, 16.772352 | 10078300350001 | Ladda upp en bild av detta fornminne      |
| Bruddesta rör (Alböke 38:1) | Röse                             |              | Alböke, Öland       |       | 56.987271, 16.779327 | 10078300380001 | Ladda upp en bild av detta fornminne      |
| Bruddesta rör (Alböke 38:2) | Stensättning                     |              | Alböke, Öland       |       | 56.987143, 16.779155 | 10078300380002 | Ladda upp en bild av detta fornminne      |
| Alböke 39:1                 | Stensättning                     |              | Alböke, Öland       |       | 56.999455, 16.793873 | 10078300390001 | Ladda upp en bild av detta fornminne      |
| Blårör (Alböke 40:1)        | Stensättning                     |              | Alböke, Öland       |       | 57.000000, 16.794170 | 10078300400001 | Ladda upp en bild av detta fornminne      |
| Alböke 41:1                 | Stensättning                     |              | Alböke, Öland       |       | 56.965252, 16.778720 | 10078300410001 | Ladda upp en bild av detta fornminne      |
| Alböke 41:2                 | Stensättning                     |              | Alböke, Öland       |       | 56.965138, 16.778959 | 10078300410002 | Ladda upp en bild av detta fornminne      |
| Alböke 44:1                 | Gravfält                         |              | Alböke, Öland       |       | 56.995259, 16.804381 | 10078300440001 | Ladda upp en bild av detta fornminne      |
| Alböke 46:1                 | Stensättning                     |              | Alböke, Öland       |       | 56.979667, 16.808812 | 10078300460001 | Ladda upp en bild av detta fornminne      |
| Galgrör (Alböke 47:1)       | Stensättning                     |              | Alböke, Öland       |       | 56.962291, 16.808094 | 10078300470001 | Ladda upp en bild av detta fornminne      |
| Galgrör (Alböke 47:2)       | Röse                             |              | Alböke, Öland       |       | 56.962386, 16.808204 | 10078300470002 | Ladda upp en bild av detta fornminne      |
| ATA4701/43 (Alböke 48:1)    | Runristning                      |              | Alböke, Öland       |       | 56.947638, 16.784174 | 10078300480001 | Ladda upp en till bild av detta fornminne |
| Alböke 48:2                 | Kyrka/kapell                     |              | Alböke, Öland       |       | 56.947614, 16.783871 | 10078300480002 | Ladda upp en bild av detta fornminne      |
| Alböke 51:1                 | Gravfält                         |              | Alböke, Öland       |       | 56.916166, 16.798767 | 10078300510001 | Ladda upp en bild av detta fornminne      |
| Alböke 54:1                 | Stensättning                     |              | Alböke, Öland       |       | 56.946572, 16.756393 | 10078300540001 | Ladda upp en bild av detta fornminne      |
| Alböke 55:1                 | Stensättning                     |              | Alböke, Öland       |       | 56.960603, 16.766374 | 10078300550001 | Ladda upp en bild av detta fornminne      |
| Alböke 55:2                 | Stensättning                     |              | Alböke, Öland       |       | 56.960415, 16.766359 | 10078300550002 | Ladda upp en bild av detta fornminne      |
| Alböke 55:3                 | Stensättning                     |              | Alböke, Öland       |       | 56.960737, 16.766569 | 10078300550003 | Ladda upp en bild av detta fornminne      |
| Alböke 56:1                 | Stensättning                     |              | Alböke, Öland       |       | 56.975666, 16.772271 | 10078300560001 | Ladda upp en bild av detta fornminne      |
| Alböke 56:2                 | Stensättning                     |              | Alböke, Öland       |       | 56.975412, 16.772254 | 10078300560002 | Ladda upp en bild av detta fornminne      |
| Alböke 62:1                 | Borg                             |              | Alböke, Öland       |       | 56.960241, 16.898345 | 10078300620001 | Ladda upp en bild av detta fornminne      |
| Alböke 63:1                 | Fästning/skans                   |              | Alböke, Öland       |       | 56.960169, 16.897145 | 10078300630001 | Ladda upp en bild av detta fornminne      |
| Alböke 109                  | Kyrka/kapell                     |              | Alböke, Öland       |       | 56.948137, 16.784134 | 12000000081369 | Ladda upp en bild av detta fornminne      |